# Gabriel Julien-Laferrière
Pour les articles homonymes, voir Julien-Laferrière.
Gabriel Julien-Laferrière, né le 9 février 1962 à Paris, est un réalisateur français

## Biographie
Gabriel Julien-Laferrière est assistant-réalisateur de 1983 à 2009, année où il dirige son premier film : Neuilly sa mère !.
Il est le frère de l'homme politique Hubert Julien-Laferrière, ancien maire du 9e arrondissement de Lyon et député La République en marche puis du groupe ÉCO-NUPES dans la 2e circonscription du Rhône.

## Filmographie

### Comme réalisateur
- 2009 : Neuilly sa mère !
- 2011-2012 : Fais pas ci, fais pas ça (8 épisodes)
- 2014 : SMS
- 2015 : Presque parfaites (mini-série, 4 épisodes)
- 2016 : C'est quoi cette famille ?!
- 2016 : Munch (2 épisodes)
- 2017 : Demain nous appartient (co-réalisation de 10 épisodes, crédité comme Alan Smithee pour six d'entre eux)
- 2018 : Neuilly sa mère, sa mère !
- 2019 : C'est quoi cette mamie ?!
- 2021 : C'est quoi ce papy ?!
- 2021 : Je l'aime à mentir (téléfilm)
- 2023 : César Wagner (épisode 8, « Un mariage, deux enterrements »)

### Comme scénariste
- 2012 : La Danse de l'albatros (téléfilm), de Nathan Miller, écrit avec Gérald Sibleyras
- 2014 : SMS, écrit avec Laurent Bénégui
- 2019 : C'est quoi cette mamie ?!, écrit avec Sebastien Mounier.
- 2021 : C'est quoi ce papy ?!, écrit avec Sebastien Mounier

### Comme assistant réalisateur
- 1983 : Jusqu'à la nuit de Didier Martiny, avec Pierre Arditi, Yasmina Reza
- 1985 : Élisabeth de PJ San Bartolomé, avec André Dussollier, S. Duez
- 1987 : Un tour de manège de Pierre Pradinas, avec Juliette Binoche, François Cluzet et D. Lavant
- 1988 : Papa est parti, maman aussi de Christine Lipinska, avec S. Aubry, Benoît Magimel
- 1989-1991 : Les Amants du Pont-Neuf de Leos Carax, avec Juliette Binoche, D. Lavant
- 1990 : S'en fout la mort de Claire Denis, avec I. De Bankole, A. Descas, Jean-Claude Brialy
- 1991 : À demain de Didier Martiny, avec Jeanne Moreau, Yasmina Reza, François Perrot
- 1992 : Max et Jérémie de Claire Devers, avec Philippe Noiret, Christophe Lambert, Jean-Pierre Marielle
- 1993 : Le Roi de Paris de Dominique Maillet, avec Philippe Noiret, Michel Aumont, V. Varga
- 1993 : J'ai pas sommeil de Claire Denis, avec Béatrice Dalle, A. Descas, Line Renaud
- 1994 : Consentement mutuel de Bernard Stora, avec Richard Berry, A. Brochet
- 1994 : Le Crime de Monsieur Stil de Claire Devers, avec Jeanne Balibar, Bernard Verley
- 1995 : Un divan à New York de Chantal Akerman, avec Juliette Binoche, W. Hurt
- 1995 : Nénette et Boni de Claire Denis, avec Grégoire Colin, A. Houri, Valéria Bruni-Tedeschi, J. Nolot
- 1996-1998 : Pola X de Leos Carax, avec Guillaume Depardieu, Catherine Deneuve, K. Golubeva
- 1999-2000 : Trouble Every Day de Claire Denis, avec V. Gallo, T. Vessey, Béatrice Dalle, A. Descas
- 2001 : Intervention divine d'Elia Suleiman (partie France)
- 2002-2003 : Process de C.S. Leigh avec Béatrice Dalle, Gérard Depardieu
- 2006 : Le Concile de pierre de Guillaume Nicloux avec Monica Bellucci, Catherine Deneuve, Sami Bouajila
- 2009 : Un balcon sur la mer de Nicole Garcia, avec Jean Dujardin, Marie-Josée Croze

### Autres
- 2006 : Big City de Djamel Bensalah (réalisateur 2e équipe)
- 2007 : Seuls Two d'Eric et Ramzy (conseiller technique)